# IJsselsteen

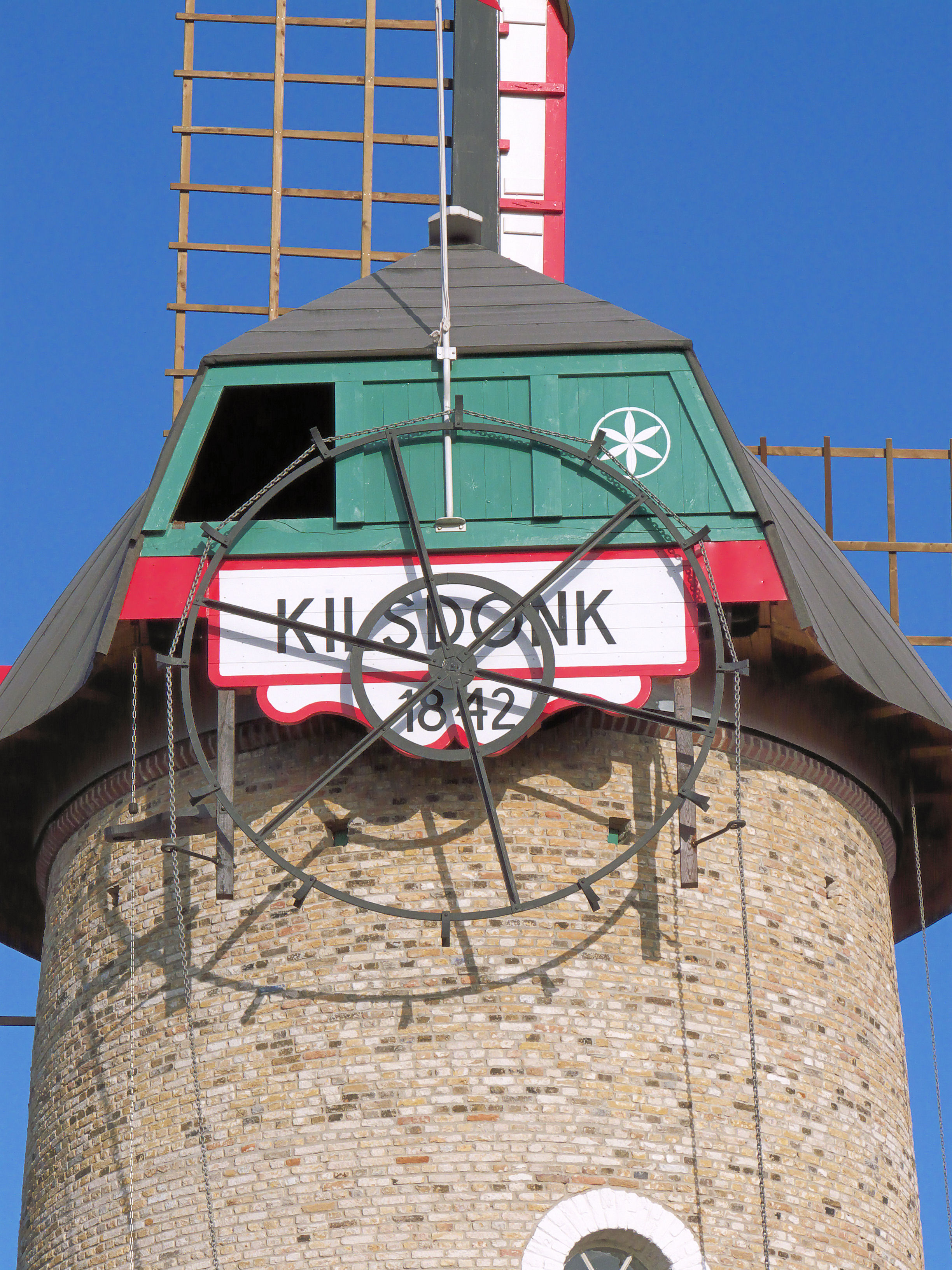
IJsselsteen in de romp van de Kilsdonkse Molen

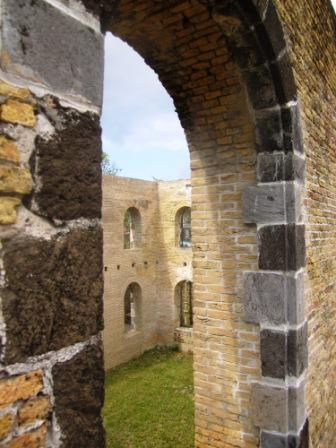
IJsselsteen in de synagoge van Sint Eustatius

Een ijsselsteen, ook wel ijsseltje, geeltje of vierling genoemd, is een klein soort gele baksteen die gefabriceerd werd langs de Hollandse IJssel.

## Hollandse IJssel
Oude bakstenen werden genoemd naar de plaats waar ze vandaan komen. IJsselsteen werd vanaf de vijftiende eeuw geproduceerd, in steenfabrieken langs de getijrivier Hollandse IJssel, van klei uit de uiterwaarden. Rond 1830 stonden er 28 steenplaatsen langs de Hollandse IJssel. Per jaar werden daar ongeveer tachtig miljoen ijsselsteentjes gebakken. Begin 20e eeuw bepaalde de woningwet dat de muren van de huizen dikker moesten worden. De goedkopere waalsteen, een volle baksteen gemaakt van Rijn-, Waal- of Gelderse IJsselklei, bleek daar beter voor geschikt zodat de vraag naar ijsselsteentjes minder werd.

## Kleur en maat
De kleisoort en het bakken bepalen de kleur. IJzerhoudende klei levert rode bakstenen; kalkhoudende klei levert de gele ijsselsteentjes of geeltjes. Niet goed doorbakken stenen zijn roodachtig. Als de stenen nog sterker worden verhit verkleuren deze van geelgroen tot donkergrijs. IJsselsteentjes behoren tot de kleinste soorten metselsteen. Oorspronkelijk hadden de stenen een afmeting van 18 × 9 × 4,5 cm, dus een verhouding van 4 : 2 : 1. Een iets afwijkende maat hebben de zogenaamde 'drielingen'. Deze zijn even lang, maar met een afmeting van 18 × 8,75 × 4,25 iets platter en smaller. Doordat de stenen met de hand werden gevormd kunnen de maten van eenzelfde soort iets verschillen. Tot klinker gebakken gele ijsselsteentjes worden in West-Nederland vanouds gebruikt als sierbestrating rond boerderijen en andere gebouwen. In Suriname en de Antillen zijn gebouwen uit ijsselsteen gebouwd met stenen die als ballast in schepen werden gebruikt.

## Taal
IJsselsteentjes werden niet alleen gebruikt voor de bouw van huizen, maar ook voor kerken, kastelen en kloosters. Omdat stenen vroeger duur waren, werden de muren van huizen en boerderijen meest gemaakt van leem. Wie er uiteindelijk in slaagde om bakstenen muren te bouwen werd dan ook steenrijk genoemd.